# Goomo
goomo（グーモ）は、TBSによる日本のインターネット動画配信サイト。2009年にサービスを開始、2012年に終了となった。

## 概要
代表取締役　住田興一　取締役　角田陽一郎。
会員登録をすると、コミュニティや番組の企画に参加したり、番組関連の商品を購入したりすることができた。
2011年より、「オトナの!」（TBS）の製作を手掛けていた。

## 番組一覧
- 不思議世界の歩き方
- 秘境駅 紗綾と行く鉄道の旅
- YOUのワタシを変える、ヒミツ
- ゲーセン番長
- 絶叫仮面
- 虫皇帝
- OHK 趣味萌々
- あの原作の話
- 人類R型
- 受胎するアンドロイド ※会員限定で観覧が可能である
- 週刊マンガ今週号
- ちょいと股旅mode
- BE-PALive
- 有吉弘行のおそらく一番安くて安全に世界一周する旅ガイド
- ゴーストフィルム ジャパン
- アマフェッショナル
- IKKOの女アゲアゲツアー!
- 家電書
- ももクロドッキドキ初体験日記!
- THE 4TH KIND―日本版―
- カンチャンずっぽし
- 追跡!首都神話捜査網
- 丸之内秘書室
- 奇跡の超能力者 LIOR
- 青春ファイトGP!
- 新しいこども番組
- マニアの匣
- なんでもアリタっ!
- 寂ちゃん～瀬戸内寂聴が京都 寂庵から届ける愛の言葉～
- 女性自身の動画版!韓流スター取材部!
- 西村雅彦持ち込み企画 ニッポン漬物見聞録
- nicola©
- キラキラ男子学園
- ギャルモリ
- 美味しい世界遺産
- 吾輩ハ旅スル猫デアル
- why?ブラザーズ
- ダベれ場
- ハナワレコード
- カンニングの恋愛中毒 ※会員限定で観覧が可能である
- なるほど!こどもツアーズ
- キン・シオタニのドローイングシアター
- ムネモシュネのたわむれ
- 学園情報バラエティ・キャンパス コンシェルジュ
- カタリダス